# Яшумов переулок
Яшумов переулок — улица в Выборгском районе Санкт-Петербурга, проходящая от улицы Жака Дюкло до улицы Вернадского. В первоначальной редакции постановления о присвоении названия улица шла до Тихорецкого проспекта, но позднее северо-восточный участок был передан улице Вернадского. Улица имеет грунтовое дорожное покрытие и исключена из числа дорог общего пользования, переданный улице Вернадского участок заасфальтирован.

## История

### Первый переулок
Название «Яшумов переулок» впервые было присвоено в 1887 году по фамилии домовладельца проезду, начинавшемуся у Старопарголовского проспекта, шедшему на северо-восток и заканчивавшемуся тупиком возле Политехнической улицы. Недалеко от тупика к переулку примыкала Приютская улица, выходившая на Политехническую. При этом в некоторых адресных книгах переулок значился как «Ишумов».
В 1950-х годах участок переулка севернее Ольгинской улицы был включён в территорию завода Реконд, а к оставшемуся участку присоединили Сосновскую улицу, шедшую на восток, к Политехническому институту. Тогда же по этому участку от трамвайного кольца у Политехнического института проложили одноколейную ветку для грузового трамвая до песчаного карьера на Ольгинской улице, которая использовалась до начала 1960-х. 16 января 1964 года переулок был переименован в улицу Курчатова.

### Второй переулок
7 октября 2014 года Топонимическая комиссия Санкт-Петербурга рекомендовала присвоить название «Яшумов переулок» безымянному проезду между улицей Жака Дюкло и Тихорецким проспектом в 160 метрах от улицы Курчатова, ранее носившей это название. При этом на всём протяжении дорога была грунтовой и находилась в плохом состоянии, на что регулярно жаловались водители. По заявлению местной администрации отремонтировать переулок не представлялось возможным, так как он не значился дорогой общего пользования. По этой причине в 2017 году возле улицы Вернадского со стороны улицы Жака Дюкло переулок был перекрыт бетонными блоками.
25 июля 2020 года постановлением Правительства Санкт-Петербурга название было присвоено участку от улицы Жака Дюкло до улицы Вернадского, а оставшийся участок присоединили к улице Вернадского, что позволило наделить его статусом дороги общего пользования и уложить асфальтовое покрытие.

## Описание
Переулок расположен в Выборгском районе Санкт-Петербурга и начинается от улицы Жака Дюкло и идёт 350 метров на северо-восток до улицы Вернадского, примыкающей к переулку под прямым углом и которой юридически передан дальнейший его участок. После пересечения с Вернадского к переулку примыкал Проспект Раевского, а сам он, загибаясь на восток, примыкал к Тихорецкому проспекту.
На участке от улицы Жака Дюкло до улицы Вернадского переулок имеет грунтовое покрытие и исключён из числа дорог общего пользования, со стороны улицы Вернадского проезд перекрыт бетонными блоками. Участок, переданный улице Вернадского имеет асфальтовое покрытие. Вдоль этой части переулка с юго-восточной стороны расположена промзона, с северо-западной — гаражи, отделяющие переулок от территории зелёных насаждений общего пользования вокруг Ольгинских прудов.

### Название
Улица названа по утраченному Яшумову переулку, последний участок которого в 1964 году вошёл в состав улицы Курчатова. Название известно с 1887 года, по фамилии домовладельца, и восстановлено в соответствии с решением Санкт-Петербургской Топонимической комиссии от 7 октября 2014 года. 25 июня 2020 года постановлением правительства Санкт-Петербурга это название было официально присвоено участку от улицы Жака Дюкло до улицы Вернадского.